# 英国塞特犬
英国塞特犬（英語：setter），又名英国雪达犬、英格兰蹲伏犬、英国长毛猎犬，最早由爱德华·拉维克（Edward Laverack）训练而成。英国塞特犬是体型中等的长毛犬种，毛发底色为白色，但有斑纹缀于其中。与爱尔兰塞特犬、爱尔兰红白塞特犬、黑棕哥顿塞特犬同属塞特犬范围。